# Гигантский австралийский трубач
Гигантский австралийский трубач (лат. Syrinx aruana) — очень крупный морской брюхоногий моллюск. Вид выделяется в монотипный род Syrinx. Вероятно, является крупнейшим в мире брюхоногим моллюском.

## Описание
Высота раковины — до 91 см, а её масса с моллюском — до 18 кг. Размер большинства раковин — около 25 см.
Окраска раковины светло-абрикосового цвета, однако при жизни моллюска она покрыта коричневым или серым периостракумом (наружным тонким слоем раковины). Раковина может выцветать до светло-жёлтого цвета.
Форма раковины веретенообразная. Обычно завитки имеют ярко выраженное заострение, на котором могут быть утолщения в виде узелков. Сифон раковины длинный. На перегородке нет складок, в отличие от других видов этого же семейства. Ювенильная раковина состоит из 5 витков и отсутствует у взрослых особей.

## Ареал
Прибрежная область на севере Австралии, включая близлежащие области (Индонезия и Папуа — Новая Гвинея).

## Местообитание
Обитает на песчаных грунтах в приливной зоне и сублиторали, на глубине до 30 метров.

## Образ жизни
Активный хищник. Питается многощетинковыми червями из родов Polyodontes (Acoetidae), Loimia (Terebellidae) и Diopatra (Onuphidae).